# Simon Jäger (Synchronsprecher)

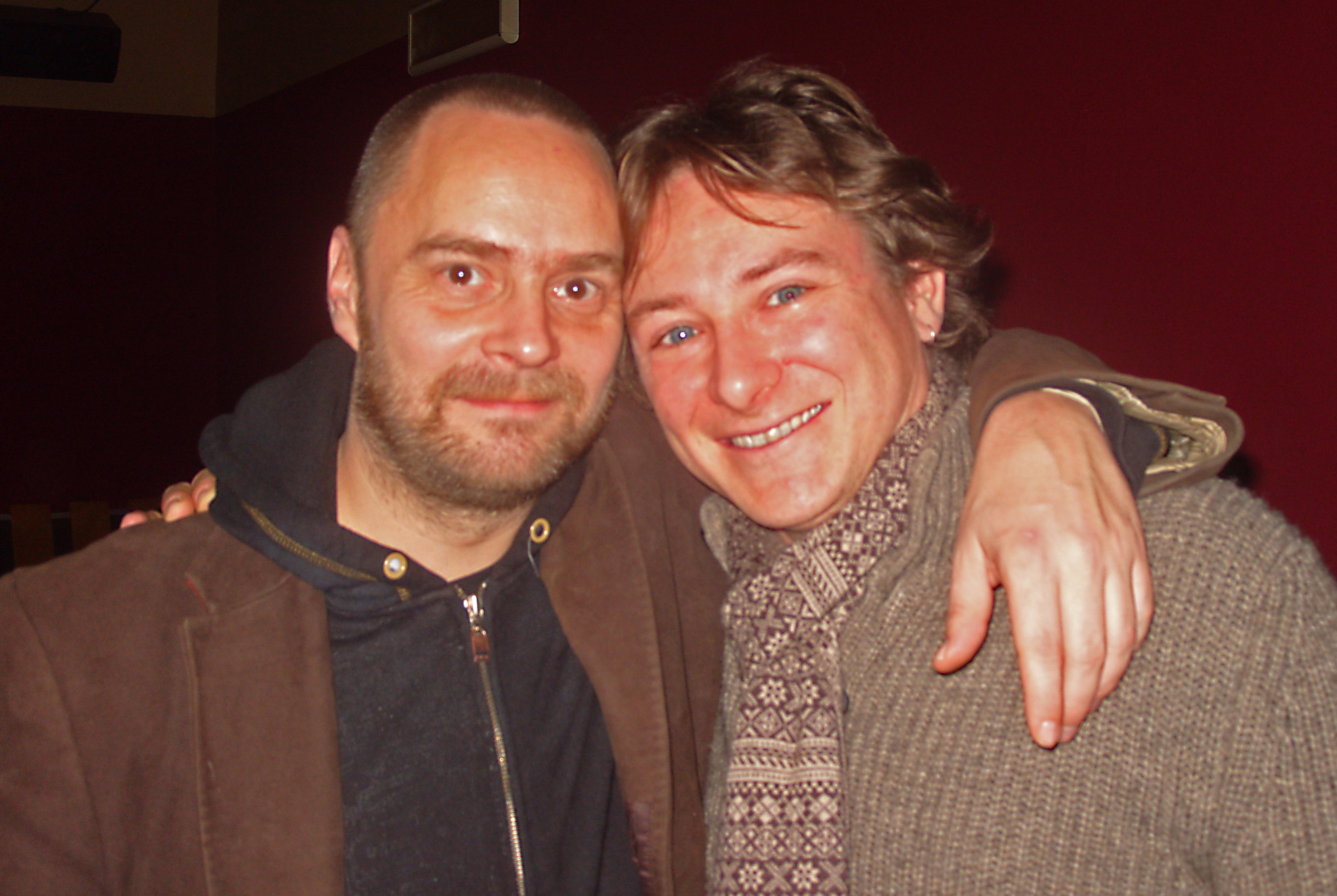
David Nathan (links) und Simon Jäger (rechts) nach einer Lesung (2009)

Simon Jäger (* 16. März 1972 in West-Berlin) ist ein deutscher Synchronsprecher, Hörspielsprecher, Hörbuchsprecher, ehemaliger Dialogregisseur, Dialogbuchautor und Rezitator. Er ist die deutsche Feststimme von Josh Hartnett, Heath Ledger, Matt Damon und Jet Li sowie Stammsprecher der Sebastian-Fitzek-Hörbücher. Die von ihm gelesenen Hörbücher sind unter anderem den Genres Thriller und Science-Fiction zuzuordnen.

## Leben und Wirken (Auswahl)

### Fernsehen
Simon Jäger wurde im Rahmen der ZDF Musikarena von der Mutter des Synchron- und Hörspielsprechers Oliver Rohrbeck entdeckt, die als Inhaberin einer Berliner Kinderagentur auf der Suche nach jungen Schülern für Film und Fernsehen war. Ab dem siebten Lebensjahr erhielt Jäger erste Engagements als Nebendarsteller in Serien wie Löwenzahn, Die Schwarzwaldklinik und Ein Heim für Tiere. 1983 wechselte er auf eine Berliner Realschule, die er mit dem Realschulabschluss verließ. Zudem erlernte er in früher Jugend das Schlagzeugspiel.

### Synchronisation (Auswahl)
In Es war einmal in Amerika übernahm Jäger 1984 seine erste Synchronrolle, im darauffolgenden Jahr löste er Oliver Rohrbeck als Grisu, der kleine Drache in der gleichnamigen Zeichentrickserie ab. Als Vierzehnjähriger synchronisierte er ab 1986 Paul Stout als Philipp King in dreißig Folgen der Actionfernsehserie Agentin mit Herz. Im weiteren Verlauf der 1980er, 1990er und 2000er Jahre übernahm Jäger Haupt- und Nebenrollen auf wechselnden Filmschauspielern, darunter Jerry O’Connell in Stand by Me – Das Geheimnis eines Sommers als Vern Tessio (1986), River Phoenix in Indiana Jones und der letzte Kreuzzug (1989) und Ich liebe Dich zu Tode (1990), Mos Def in Ein Werk Gottes (2004) und Per Anhalter durch die Galaxis (2005) und Terrence Howard in Hustle & Flow (2005), Get Rich or Die Tryin’ (2005) und Iron Man (2008).
Seit Black Hawk Down (2001) ist Jäger die deutsche Feststimme von Josh Hartnett, seit Chasing Amy (1997) von Jason Mewes. Bis auf einzelne Ausnahmen synchronisierte er zudem regelmäßig Heath Ledger und seit Romeo Must Die (2000) wiederkehrend Jet Li. Nachdem Jäger zuvor vereinzelt auf Matt Damon besetzt worden war, darunter in Der Regenmacher (1997), Die Legende von Bagger Vance (2000) und Die Bourne Verschwörung (2004), übernahm er nach dem Tod von Damons Stammsprecher Matthias Hinze im Jahr 2007 die Synchronisation des US-amerikanischen Schauspielers. Des Weiteren ist Jäger die deutsche Stimme von Tim Speedle aus CSI: Miami.
In Serienhauptrollen war Jäger unter anderem Sonic the Hedgehog in den TV-Serien Sonic der irre Igel (1993–1996) und Sonic the Hedgehog (1993–1994), für Corin Nemec als Parker Lewis in Parker Lewis – Der Coole von der Schule (1993), Greg Vaughan als Dan Gordon in Charmed – Zauberhafte Hexen (1999), Anthony Ruivivar als Carlos Nieto in Third Watch – Einsatz am Limit (2003) und Leonardo in TMNT(2007) zu hören. Von 2010 bis 2015 synchronisierte er Eddie McClintock als Pete Lattimer in der Mysteryserie Warehouse 13, seit 2010 Matthew Bomer als Henry Hamilton in In Time – Deine Zeit läuft ab und seit 2011 Neal Caffrey in der Krimiserie White Collar.
Neben seiner Arbeit als Synchronsprecher ist Jäger seit 1990 auch als Dialogbuchautor tätig, im Jahr 2000 übernahm er erstmals Dialogregie. Er zeichnet unter anderem für die deutschsprachigen Fassungen von Collateral (2004), Königreich der Himmel (2005), Nachts im Museum (2006), Pirates of the Caribbean – Fluch der Karibik 2 (2006) und Pirates of the Caribbean – Am Ende der Welt (2007) verantwortlich.

### Hörspiele (Auswahl)
- 1998: Françoise Gerbaulet: Das vergessene Pferd (Eike) – Regie: Marguerite Gateau (Original-Hörspiel – SFB/HR)
- 2015–2017: Monster 1983, Lübbe Audio & Audible
- 2018: Sebastian Fitzek/Johanna Steiner: Der Augensammler (Hörspiel, Audible exklusiv, Alina Gregoriev 1)
- 2019: Death Note (Hörspielserie, nach der Mangaserie von Tsugumi Ōba und Takeshi Obata), Lübbe Audio (Download), ISBN 978-3-8387-9298-9

Kommerzielle Produktionen: Unter der Regie von Heikedine Körting übernahm Jäger Anfang der 1980er Jahre erste Gastrollen in Kinder- und Jugendhörspielserien von Europa. Es folgten feste Haupt- und Nebenrollen in Hörspielproduktionen unterschiedlicher Genres, darunter Randy Randolph Ritter in Das Schloß-Trio (1988 bis 1989), Philip Mannering in der zweiten Auflage der Abenteuer-Serie von Enid Blyton (1980er), Luther Niles in Gabriel Burns (2004 bis 2005), Jonathan Harker in Dracula von Bram Stoker aus der Titania-Reihe Gruselkabinett (2007) und Gilbert Blythe in Anne auf Green Gables nach dem gleichnamigen Buch von Lucy Maud Montgomery (seit 2008). Für seine Interpretation der Titelfigur Jack Slaughter in der gleichnamigen Hörspielserie wurde Jäger im Jahr 2008 in der Kategorie „Bester Sprecher in einer Hauptrolle“ mit dem Ohrkanus ausgezeichnet und für den Ohrkanus 2010 nominiert. Eine weitere Hauptrolle übernahm Jäger in der Hörspielproduktion Plan B von Ivar Leon Menger (2009).
Ferner wirkt Jäger an der deutschen Vertonung von Computerspielen wie Kingdom Hearts, Kingdom Hearts II, Prince of Persia, Assassin’s Creed II, Assassin’s Creed: Brotherhood und Far Cry 3 mit.

### Hörbücher (Auswahl)
Seit Beginn der 2000er Jahre liest und bearbeitet Jäger sowohl in externen als auch in seinem eigenen Tonstudio 2freibeuter regelmäßig Hörbücher, vor allem Thriller von Sebastian Fitzek und John Katzenbach sowie Science-Fiction Romane von Richard Morgan und Fantasyliteratur von Lara Adrian. Zu einer Auswahl weiterer Lesungen gehören Die Wiederentdeckung von Andreas Eschbach (2006), Dune – die erste Trilogie von Frank Herbert (2008), Limit von Mark T. Sullivan (2008), Blutportale von Markus Heitz (2008), Barnaby Grimes: Der Fluch des Werwolfs von Paul Stewart und Chris Riddell (2008), Der Bund der Wölfe von Nina Blazon (2009) und Die Werwölfe von Christoph Hardebusch (2010). Für seine Interpretation von Fitzeks Psychokrimi Der Augensammler wurde Jäger für den Hörkules 2011 nominiert und erzielte den zweiten Platz. Abbey Road Murder Song von William Shaw (2013) mit Simon Jäger als Sprecher erhielt ein Grandios der Zeitschrift BÜCHER.
- 2004: Die Bibel nach Biff von Christopher Moore, Der Hörverlag.[4]
- 2010: Schattenauge von Nina Blazon, Silberfisch, 5 CDs, ISBN 978-3-86742-678-7.
- 2012: Wolfszeit von Nina Blazon, Silberfisch, 6 CDs, ISBN 978-3-86742-695-4.
- 2013: Die Schatzinsel von Robert Louis Stevenson, Ohrka.de (kostenloser Download)
- 2013: Noah von Sebastian Fitzek, Audio Lübbe, gekürzt, 6 CDs 432 Min., ISBN 978-3-7857-4784-1.
- 2014: Silver. Rückkehr zur Schatzinsel von Sir Andrew Motion, JUMBO Verlag, 5 CDs, ISBN 978-3-8337-3279-9.
- 2014: Die Diagnose von John Gapper, OSTERWOLDaudio, 6 CDs, ISBN 978-3-86952-180-0.
- 2018: Ich bin viele (Bobiverse 1) von Dennis E. Taylor, Random House Audio, Audible, ISBN 978-3-453-31920-2.
- 2019: Die Lieferung von Andreas Winkelmann Verlag Lübbe Audio & Audio-To-Go.
- 2020: Der Insasse von Sebastian Fitzek (DE: Gold (Hörbuch-Award))[5]
- 2020: Infinitum – Die Ewigkeit der Sterne von Christopher Paolini, Argon Verlag/Audible, ISBN 978-3-8398-1841-1
- 2021: Der erste letzte Tag – kein Thriller von Sebastian Fitzek, Argon Verlag/Audible, ISBN 978-3-8398-9741-6 (DE: Gold (Hörbuch-Award))
- 2022: Sebastian Fitzek: Schreib oder stirb (Audible-Hörbuch)
- 2023: Die Schuld, die uns verfolgt von Alexander Oetker und Thi Linh Nguyen, Hörbuch Hamburg, ISBN 978-3-8449-3427-4
- 2023: Sebastian Fitzek: Die Einladung (Audible-Hörbuch) (DE: Gold (Hörbuch-Award))
- 2024: Luke Gamble: Der geraubte Phönix, der Audio Verlag, ISBN 978-3-7424-2942-1 (Die Gesellschaft der geheimen Tiere 2)
- 2024: Helden von Frank Schätzing, Der Hörverlag, 3 CDs, ISBN 978-3-8445-5287-4.
- 2024: Die Traumgänger - Aufbruch nach Deseo von Markus Heitz, Argon Verlag, 2 CDs, ISBN 978-3-8398-4322-2
- 2025: Die Traumgänger - Verschollen in Hellenia von Markus Heitz, Argon Verlag, 2 CDs, ISBN 978-3-8398-4328-4

### Prima Vista Lesungen
Im Rahmen inszenierter Lesungen und Hörspiele vor Publikum tritt Simon Jäger mehrmals im Jahr in Oliver Rohrbecks Lauscherlounge in der Alten Kantine der Kulturbrauerei im Berliner Stadtbezirk Prenzlauer Berg oder an anderen Veranstaltungsorten in Deutschland auf. Gemeinsam mit David Nathan bestreitet er seit 2007 vor allem die Prima Vista Lesungen, in denen das Duo mitgebrachte Texte des Publikums improvisierend vorträgt. Die Bandbreite des aus Vergangenheit und Gegenwart stammenden Textmaterials umfasst unterschiedlichste Gattungen und Genres und erstreckt sich von selbst verfassten Geschichten und Erlebnissen über Buchauszüge mit fiktiven und nicht fiktiven Inhalten bis hin zu Stilblüten und Kuriositäten aus dem Internet. Feste Aufführungsorte der Lesungen sind seit 2012 der Berliner Club SO36 und das Kölner Gloria-Theater.

### Sonstiges
Seit 2009 tritt Jäger an der Seite von Tanja Geke und anderen Musikern mit der Band Tante Bob auf, nachdem er zuvor in mehreren Berliner Formationen als Sänger und Gitarrist aktiv war.
Zudem ist er als Gastkünstler auf dem Album Paranoid Circus der Gummersbacher Folk-Metal-Band Lyriel zu hören. Er spricht dort die Einleitung und als Zwischenpassage in der Mitte des Albums einen Ausschnitt aus der Kurzgeschichte Der Wolf von Hermann Hesse.
Außerdem spricht Simon Jäger die Hauptfigur Vaas Montenegro im 2012 erschienenen Ego-Shooter Far Cry 3, den Prinzen im 2008 erschienenen Prince of Persia sowie Leonardo DaVinci in Assassin’s Creed II (2009). 2021 lieh er Vaas Montenegro in der DLC-Episode Vaas: Wahnsinn von Far Cry 6 erneut seine Stimme.

## Synchronrollen (Auswahl)
Heath Ledger
- 1999: Two Hands als Jimmy
- 2000: Der Patriot als Gabriel Martin
- 2001: Monster’s Ball als Sonny Grotowski
- 2003: Gesetzlos – Die Geschichte des Ned Kelly als Ned Kelly
- 2005: Brokeback Mountain als Ennis Del Mar
- 2006: Candy – Reise der Engel als Dan
- 2008: The Dark Knight als Der Joker
- 2009: Das Kabinett des Doktor Parnassus als Anthony „Tony“ Shepherd

Jason Mewes
- 1997: Chasing Amy als Jay
- 1999: Dogma als Jay
- 2000: Scream 3 als Jay
- 2001: Jay und Silent Bob schlagen zurück als Jay
- 2003: Pauly Shore Is Dead als Robert Francesco
- 2006: Clerks 2 als Jay
- 2012: Noobz – Game Over als Andy
- 2019: Jay and Silent Bob Reboot als Jay

Jet Li
- 2000: Romeo Must Die als Han Singh
- 2001: The One als Gabe Law / Gabriel Yulaw / Lawless
- 2003: Born 2 Die als Su
- 2005: Unleashed – Entfesselt als Danny
- 2007: The Warlords als General Ma Xinyi
- 2008: The Forbidden Kingdom als Der Affen König / Der stille Mönch
- 2010: The Expendables als Yin Yang
- 2011: Die Legende der weißen Schlange als Abott Fahai
- 2012: The Expendables 2 als Yin Yang
- 2013: Badges of Fury als Huang Feihong
- 2014: The Expendables 3 als Yin Yang

Josh Hartnett
- 2001: Black Hawk Down als Sgt. Matt Eversmann
- 2001: Pearl Harbor als Capt. Danny Walker
- 2002: 40 Tage und 40 Nächte als Matt Sullivan
- 2003: Hollywood Cops als Det. K.C. Calden
- 2004: Sehnsüchtig als Matthew
- 2005: Mozart und der Wal als Donald Morton
- 2006: The Black Dahlia als Bucky Bleichert
- 2006: Lucky Number Slevin als Slevin Kalevra
- 2007: The Champ als Erik Kernan Jr.
- 2010: Bunraku als Der Drifter
- 2011: Der Börsen-Crash als Tom Sterling
- 2014–2016: Penny Dreadful (Fernsehserie) als Ethan Chandler
- 2015: Wild Horses als KC Briggs
- 2023: Operation Fortune als Danny Francesco

Matt Damon
- 1997: Der Regenmacher als Rudy Baylor
- 2000: Die Legende von Bagger Vance als Rannulph Junuh
- 2004: Die Bourne Verschwörung als Jason Bourne
- 2007: Das Bourne Ultimatum als Jason Bourne
- 2007: Ocean’s 13 als Linus Caldwell / Lenny Pepperidge
- 2009: Der Informant! als Mark Whitacre
- 2010: Green Zone als Miller
- 2011: Contagion als Thomas Emhoff
- 2012: Promised Land als Steve Butler
- 2013: Elysium als Max De Costa
- 2014: Monuments Men – Ungewöhnliche Helden als James Granger
- 2014: Interstellar als Dr. Mann
- 2015: Der Marsianer – Rettet Mark Watney als Mark Watney
- 2016: Jason Bourne – als Jason Bourne
- 2016: The Great Wall als William Garin
- 2017: Thor: Tag der Entscheidung als Loki-Schauspieler
- 2017: Suburbicon als Gardner
- 2019: Le Mans 66 – Gegen jede Chance als Carroll Shelby
- 2022: Thor: Love and Thunder als Loki-Schauspieler
- 2023: Oppenheimer als Leslie R. Groves

Mos Def
- 2000: It’s Showtime als Big Black
- 2002: Brown Sugar als Chris „Cav“ Anton Vichon
- 2004: Ein Werk Gottes als Vivien Thomas
- 2005: Per Anhalter durch die Galaxis als Ford Prefect

Terrence Howard
- 2005: Get Rich or Die Tryin’ als Bama
- 2008: Iron Man als Lt. Col. James „Rhodey“ Rhodes
- 2009: Fighting als Harvey Boarden
- 2011: Little Murder – Spur aus dem Jenseits als Drag Hammerman

Simon Pegg
- 2009: Star Trek als Montgomery „Scotty“ Scott
- 2013: Star Trek Into Darkness als Montgomery „Scotty“ Scott
- 2016: Star Trek Beyond als Montgomery „Scotty“ Scott
- 2018: Ready Player One als Ogden Morrow/Curator
- 2019: The Boys (Fernsehserie, 4 Folgen) als Hugh Campbell

### Filme
- 1986: Stand by Me – Das Geheimnis eines Sommers – Jerry O’Connell als Vern Tessio
- 1989: Indiana Jones und der letzte Kreuzzug – River Phoenix als Henry „Indiana“ Jones Jr. (jung)
- 1990: Ich liebe Dich zu Tode – River Phoenix als Devo Nod
- 1991: Dogfight – River Phoenix als Eddie Birdlace
- 1992: Bebe’s Kids – Marques Houston als Kahlil
- 1994: 36 Tage Terror – Stephen Dorff als Cliff Spab
- 1995: Mallrats – Jason Lee als Brodie Bruce
- 1996: Durchgeknallt – Luke Wilson als Anthony Adams
- 1997: Es lebt! – Balthazar Getty als Andreas Symes
- 1998: Die Sportskanonen – Trey Parker als Joe Cooper
- 1998: Ich weiß noch immer, was du letzten Sommer getan hast – Mekhi Phifer als Tyrell Martin
- 1999: Summer of Sam – John Leguizamo als Vinny
- 2000: Girlfight – Auf eigene Faust – Santiago Douglas als Adrian Sturges
- 2001: Natürlich blond – Luke Wilson als Emmett Richmond
- 2001: Schrei wenn Du kannst – Adam Harrington als Jason Marquette
- 2001: Kate & Leopold – Breckin Meyer als Charlie McKay
- 2002: Der Brandstifter – John Leguizamo als Keith Lang
- 2002: Ocean’s Eleven – Shane West als Shane West
- 2003: Undefeated – Der Sieger – John Leguizamo als Lex Vargas
- 2004: Garfield – Der Film – Breckin Meyer als Jon Arbuckle
- 2005: Final Fantasy VII: Advent Children als Sephiroth
- 2005: Lord of War – Händler des Todes – Jared Leto als Vitaly Orlov
- 2006: Garfield 2 – Breckin Meyer als Jon Arbuckle
- 2007: Chapter 27 – Die Ermordung des John Lennon – Jared Leto als Mark David Chapman
- 2007: Von Frau zu Frau – Gabriel Macht als Johnny
- 2008: The Spirit – Gabriel Macht als The Spirit / Denny Colt
- 2009: Fall 39 – Bradley Cooper als Doug
- 2012: Das gibt Ärger – Tom Hardy als Tuck
- 2013: Fußball – Großes Spiel mit kleinen Helden – Pablo Rago als Basti

### Serien
- 1993: Parker Lewis – Der Coole von der Schule – Corin Nemec als Parker Lewis
- 1995: Robin Hood – Yuuko Mita als Will
- 1996: Sonic der irre Igel – Jaleel White als Sonic
- 1996: Sonic the Hedgehog – Jaleel White als Sonic the Hedgehog
- 1997–2002: Chaos City – Alexander Chaplin als James Hobert
- 1998: Mighty Ducks – Das Powerteam – Steve Mackall als Nosedive
- 2000: Angel Sanctuary als Sakuya Kira
- 2000–2001: Charmed – Zauberhafte Hexen – Greg Vaughan als Dan Gordon
- 2002: American Campus – Reif für die Uni? – Jason Segel als Eric
- 2004–2005, 2008: CSI: Miami – Rory Cochrane als Tim Speedle
- 2005: Glory Days – Jay R. Ferguson als Sheriff Rudy Dunlop
- 2006: Ghost Whisperer – Stimmen aus dem Jenseits – Balthazar Getty als Michael
- 2010–2014: Warehouse 13 – Eddie McClintock als Pete Lattimer
- 2011–2015: White Collar – Matthew Bomer als Neal Caffrey
- 2015: American Horror Story – Matt Bomer als Donovan
- 2017–2018: Lethal Weapon – Clayne Crawford als Martin Riggs
- 2018: Lucifer – als Voice-Over-Stimme von Gott
- 2022: Cyberpunk: Edgerunners als Ripperdoc
- seit 2022: The Legend of Vox Machina
- 2024: Hazbin Hotel als Alastor

### Videospiele
- 2009: Assassin’s Creed II- Leonardi da Vinci
- 2012: Far Cry 3 – Michael Mando als Vaas

## Auszeichnungen
- 2005: Hörspiel Award in der Kategorie „Kritikerpreis: Beste Nebenrolle“ für Luther Niles in Gabriel Burns
- 2008: Ohrkanus in der Kategorie „Bester Sprecher in einer Hauptrolle“ für Jack Slaughter
- 2008: Hörspiel Award in der Kategorie „Competition Award: Bester Sprecher in einer Hauptrolle“ für Jack Slaughter
- 2009: Synchron Zuhörerpreis „Die Silhouette“ in der Kategorie „Bester Synchronschauspieler Film“ für Heath Ledger in The Dark Knight
- 2011: Hörkules – Silber für Der Augensammler von Sebastian Fitzek